# 特殊車両通行許可

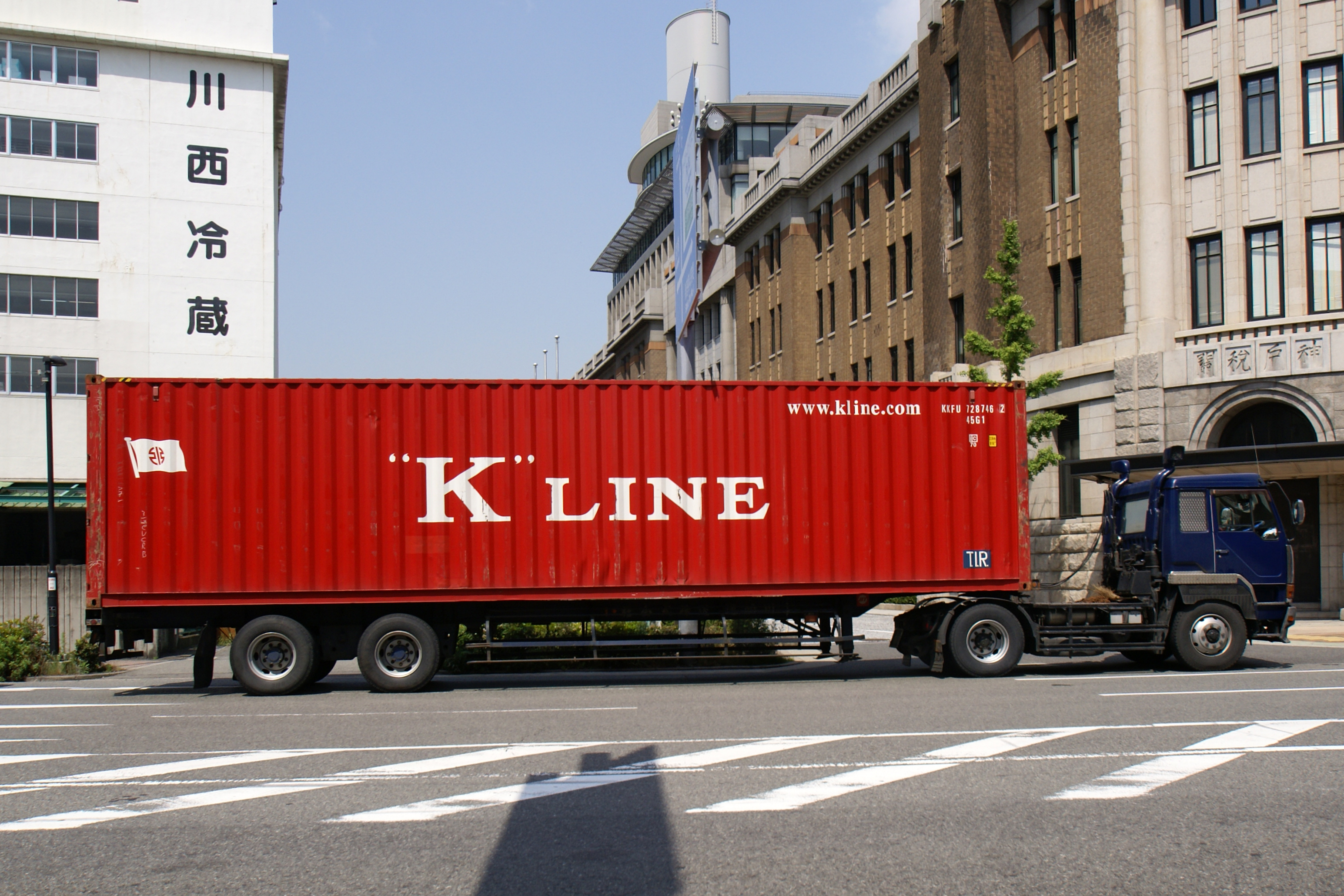
40ft海上コンテナは、コンテナ外寸全長が12.192mになる

特殊車両通行許可（とくしゅしゃりょうつうこうきょか）とは、道路法および車両制限令にもとづき特殊車両が公道を通行するにあたり必要となる許可である。通称「特車」。
この許可は、車両と通行経路、通行条件を特定して許可するもので、申請書、車両内訳書(包括申請の場合)、通行経路表、通行経路図、車両諸元に関する説明書（長さ、幅、高さ、重さ、軸重などのデータ）、車検証の写し、旋回軌跡図、連結時の最小回転半径計算シート、荷姿図、申請書を作成した際のファイル、出発地及び目的地の見取り図や付近図、それらの中から道路管理者の求める資料を添付し申請する。
申請は通行経路を管理する道路管理者が1種類であればその管理者、通行経路が複数の道路管理者にまたがる場合はどの管理者に行ってもよい（ただし、申請しようとしている道路管理者の管理する区間が、そもそも許可が不要な区間である場合は除く）がその場合は手数料を納付する。
申請を受理した道路管理者は、他の道路管理者が管理する区間も含め、一括して許可をすることができる。その場合は、各道路管理者が国土交通省に提出している道路データを基に許可の可否を判断し、許容値をオーバーしているか、その判断ができない、または道路データが提出されていない場合は、各道路管理者に協議を実施し、許可の可否を判断する。
許可証の発行に必要な期間は、当該自動車の車限値、道路管理者の協議の有無などによって異なり、申請してから数週間から数カ月かかる場合がある。また資料をさらに要求される場合がある。
許可する場合、必要に応じて徐行や夜間走行等の条件を付けることができる。
2022年4月1日からは、簡素化された新たな制度、特殊車両通行確認が始まる。

## 通行許可の期間
通行が許可される期間は、当該車両を用いて行う事業区分によって異なる。
| 事業区分等 | 通行期間                                                | 具体例                                               |
| --- | ------------------------------------------------------- | ---------------------------------------------------- |
| 旅客自動車運送事業の用に供する車両で路線を定めている車両                                                               | 2年                                                     | 連節バスを用いた路線バス                             |
| 自動車運送事業用車両で路線を定めていない車両                                                                           | 2年以内 但し、一定の寸法または重量を超える車両は1年以内 | 実運送を行う運送会社の単車やトレーラー連結車など     |
| 第二種利用運送事業用車両                                                                                               | 〃                                                      | 第二種利用運送業者が使用する、単車やトレーラー連結車 |
| 自動車運送事業用車両および第二種利用運送事業用車両以外の車両で通行経路が一定し、これらの経路を反復継続して通行する車両 | 〃                                                      | 車庫と現場の間を反復して自走するクレーン車など       |
| その他の車両 | 必要日数、但し1年以内                                   | 低床トレーラーによる重機や重量物輸送など             |

## 通行許可の条件
通行許可はA～Dまでの四つの区分があり、通行にあたって条件が付けられる事がある。条件は車両の重量又は大きさによって異なる。
| 区分記号 | 重量についての条件                                                                           | 寸法についての条件       |
| -------- | -------------------------------------------------------------------------------------------- | ------------------------ |
| A        | 条件なし                                                                                     | 条件なし                 |
| B        | 徐行及び連行の禁止                                                                           | 徐行                     |
| C        | 徐行、連行禁止、前後に誘導車を配置                                                           | 徐行、前後に誘導車を配置 |
| D        | 徐行、連行禁止、前後に誘導車を配置し、 2車線以内に他車(対向車、並走車)がいないように通行する | -                        |

## 大型車誘導区間
平成26年10月から運用が始まった制度。特車通行許可を得るにあたり、国土交通省が指定した大型車誘導区間のみを通行する場合には、許可が出るまでの期間が最短で3日間(従来は20日程度)と大幅に短縮される。指定される道路は高速道路と直轄国道が原則として全線、地方管理道路は主要港湾や鉄道貨物駅、空港を結ぶ道路。
これまでは特車申請を行うと、申請を受理した機関は各道路管理者と協議して許可を出していた。大型車誘導区間のみを走行する場合は国土交通省で一括審査を行って許可を出すため、先述のように許可が出るまでの期間が短くなっている。

## 特車ゴールド
特車ゴールドとは、業務支援用ETC2.0車載器を装着した特車向けのものとして、国土交通省が2016年（平成28年）1月25日13:00から開始したサービス。特車通行許可の更新が簡素化される他、経路選択の自由度が上がっている 。
基本的に特車申請においては、1経路1申請となっている。つまり、発着地が同じであってもトラックが複数の経路を走る可能性がある場合は、各経路ごとに別個に申請を行う必要があった。国土交通省が2013年（平成25年）に許可を行ったセミトレーラー連結車の特車申請では、発着地が同一で複数の経路申請が行われたものが全体の8割以上になり、平均して9経路の申請があったという。
特車ゴールドを利用すると一つの申請で大型車誘導区間の経路選択が可能となるため、渋滞や交通規制時における経路選択の自由度が高まる他、経路毎の複数申請も不要となる。また、許可の更新も自動化されており、更新申請メールが自動送信され、指示に従ってワンクリックするだけで特車申請の更新が行われる。但し、経路違反や重量違反があった場合には自動更新はできない。

## 特殊車両通行確認
特殊車両通行確認は、2022年度から開始する新たな制度で、道路法に規定された指定登録確認機関に予め登録しておいた車両についてオンラインで起点と目的地を指定すると、即座に通行可能な経路を複数提示され、それに従いETC2.0搭載車両で通行を行い、今までの取締に加え、ETC2.0や運送依頼書による重量確認によって取締を行うというものである。指定登録確認機関には道路新産業開発機構が指定されている。車両登録は5年間、確認した経路は1年間有効である。

## 自衛隊の特殊車両通行通知
特殊車両通行通知とは、自衛隊が車両制限令を超える仕様の自動車で公道を通行する場合に、事前に道路管理者に行う通知。民間の特車申請と類似したところはあるが、民間のそれが申請と許可になっているのに対し、自衛隊は通知となっている点が異なる。通知の手続きも民間と比べると比較的簡略化しており、緊急を要する場合は電話でも通知を行うことが可能となっている。根拠となるのは車両制限令第14条と車両の通行の許可の手続等を定める省令第4条第1項第7号、昭和48年に建設省と防衛庁で交わされた車両制限令等の一部改正に伴う防衛庁と建設省との覚書。覚書は旧建設省と旧防衛庁で交わされたものであるが、数度の改正を経て、現在でも国土交通省と防衛省との間で効力を有するものとなっている。

### 通知によって通行が可能となる場合
自衛隊がこの通知によって特殊車両を通行させられるのは以下の場合である。
1. 自衛隊法で定められた出動や派遣の場合
2. 演習や観閲式など、自衛隊が行う教育や訓練
3. 部隊の編成や配置に伴う車両の移動

### 通知に掛かる処理
自衛隊が特殊車両の通行を行おうとする際には、通常は書面にて車両の型式、運行目的、通行経路、車両諸元、台数、通行日時、道路を保全する為の措置を道路管理者に対し通知する。通知にあたり、自衛隊は道路情報便覧で障害になりそうな場所がないかを調べ、通行可能かどうかの算定を行う。その結果A～Dのいずれかの通行条件に該当する場合には、その通行条件に即した道路保全の措置を通知に記載し、実際の部隊行動にあっては記載した措置を行い通行する。A～D条件では通行が不可能な場合は、別途道路管理者に照会を行い通行に必要な措置を取らなければならない。この場合において、1年以内に同一の車両、経路、積載物等で再び通行するのであれば、2回目以降は照会を省略して通知を行うことで通行が可能となる。

これら一連の通知に掛かる処理では、自衛隊から道路に関して照会を要請された道路管理者は、自衛隊に対し遅滞無く回答しなければならない。また通行における技術的判断をする為に、道路管理者から必要な車両諸元などの資料提出要請が自衛隊に対し行われた場合も、自衛隊は提供しなければならない。

## 取締り
通常は国道沿いの検問所や高速道路のインターチェンジの出入路やバリア等で道路管理者が行う。違反者(車)にはその場で指導警告書や措置命令書等が交付されたり、悪質な場合はその場で運行禁止を命ぜられる場合がある。また高速道路会社の場合は本線への流入を禁止しＵターンをさせる。バリアの様に引き返せない場合は一般道路への流出口を解放され誘導される場合もある。また下に記してある通り罰則規定はあるものの、実際に罰則を受けるのは稀である。

## 問題点
自動車やその通行に関する法令が複数あり、その法令を掌握する所管官庁が分かれていることから一元的に対処する部門が無い。自動車が公道を走行することに関しては道路交通法が規定しており、これを所管し取締を行うのは警察である。同様に自動車のナンバープレートの付与や車検証の発行を行い道路運送車両法等に則り自動車について監督し、また道路運送法及び貨物自動車運送事業法に基いて自動車による運送事業を監督するのは旧運輸省の系譜である国土交通省自動車局。道路法等に則り道路や橋等を管理・監督し、通行できる自動車の重量や大きさ等の制限について掌握しているのは旧建設省である国土交通省道路局である。このように、それぞれの行政機関と法律が複雑に絡み合い問題を難しくしている。
- この制度の適用をうける自動車等を販売登録する自動車ディーラーの販売員がこの制度を知らなくとも販売できる。[29]
- それらの自動車はほとんどの場合事業用自動車であるが事業者がこの制度を知らなくても運行できる。
- 小泉内閣の規制緩和以後に増えた小規模の事業者等は制度自体を知らない事も多い。また各県や市のトラック協会に未加入の事業者も多く制度自体を知っていても何をどうしていいか解らない場合もある。
- この制度は一般的制限値[30]を超えた場合の車両のもので警察官が交通違反を取り締まるのとは違い交通反則切符を交付される種類のものではない。仮に警察官が交通検問を行っていても特車の場合は台貫等を素通りする場合が多い。
- 道路管理者が国道や県道等で取締りを行う場合、台貫を備えた検問所等で行う事が多いが国土交通省や県等の職員には走行中の自動車を停める権限は無く警察官の助けが必要であることから滅多に行われない。
- 申請してから許可が下りるまで早くとも数週間、遅いときは3カ月程度かかる場合もある。継続して申請する時は予め申請を行えば済むが、新車を購入してから申請すると許可が下りるまで運行させられないため、企業の収益を圧迫しかねない。
- 申請を行うとそれなりの金額や手間が掛かるが、仮に違反しても大した罰則も受けない事等を理由に申請自体を行わない事業者が多く見受けられた。
- C条件、D条件が含まれる許可を受けているであろう特殊車両が、誘導車を前後に配置する事無く普通に走行している。
- 新規格車[31]の特に単車[32]は、この許可が必要だと周知されていない。仮に無許可車を知らずの内に運行させていたとしても、取締り自体を指定道路上で行うため、違反者(車)が生まれないのも事実である。実際に指定道路[33]だけを通行する場合は行先を限定されるので効率が悪くなる。

上に記載された各問題点を含め、本許可制度と保安基準の緩和を同じ国土交通省が所管しているにもかかわらず、旧省庁からの区分けが依然として続いている事がこの問題を解りづらくしている。

## 取り組み
上記の問題点を解決しようと各種取り組みが行われている。
- 国土交通省は道路の保全や損傷防止の観点からこの法律の周知を行っているが、全日本トラック協会等を通じる等、方法が限られている為に浸透に時間がかかっている。[34][35]
- 以前の特車申請は行政書士等に依頼しないと素人には不可能だったが、平成16年3月以後[36]は広く周知し一般からのオンライン申請を受け付ける様に成った。
- 全日本トラック協会をはじめとする各都道府県トラック協会では講習会等を開き周知活動を行っている。[37][38]
- 各高速道路会社では高速道や有料道路路の料金所等で頻繁に取締りを行っている。[39]違反者にはETCコーポレートカード等の大口多頻度割引の停止行うなどの措置をとっている。[40]

## 罰則
一般制限値を超える車両を無許可又は条件違反で通行させた場合は、道路法第102条第5項により30万円以下の罰金となる。又、道路管理者の措置命令に違反した場合は道路法第101条第5項により、6ヶ月以下の懲役又は10万円以下の罰金となっている。

## 通行許可が必要な主な自動車
通行許可が必要な主な自動車は大型セミトレーラー、大型フルトレーラー、ポールトレーラー（橋桁、鉄道車両等を運搬）、ラフタークレーン車、連節バス、高速道路を走行する路線バス(いすゞ・エルガや三菱ふそう・エアロスターほか)等である。又、ジェイアールバス関東などが運用していた大型高速バス（ネオプラン・メガライナー）も特殊車両として通行許可証が必要であり、渋滞・通行止めなどがあっても許可された経路以外に迂回することは出来ない。